# Липје (Черњевице)
Липје (пољ. Lipie) је село у Пољској које се налази у војводству Лођ у повјату Томашовском у општини Черњевице. Налази се у средини земље, око 90 km југозападно од Варшаве.
Број становника је око 200.
Од 1975. до 1998. године ово насеље се налазило у Скјерњевицком војводству.